# Trichadenotecnum merum
Trichadenotecnum merum är en insektsart som beskrevs av Betz 1983. Trichadenotecnum merum ingår i släktet Trichadenotecnum och familjen storstövsländor. Inga underarter finns listade i Catalogue of Life.